# Axon

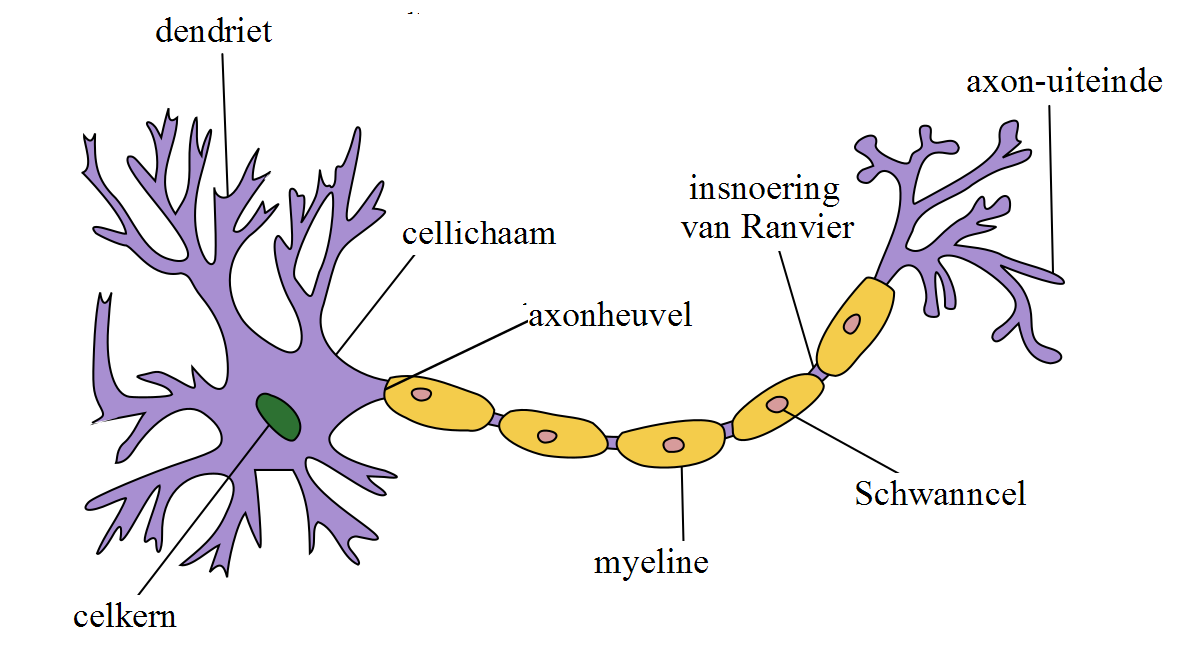
Afbeelding van een neuron. Het axon is voor het grootste deel omgeven door beschermende cellen van Schwann.

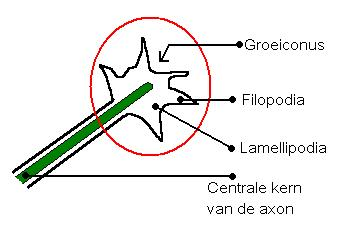
Groeiconus

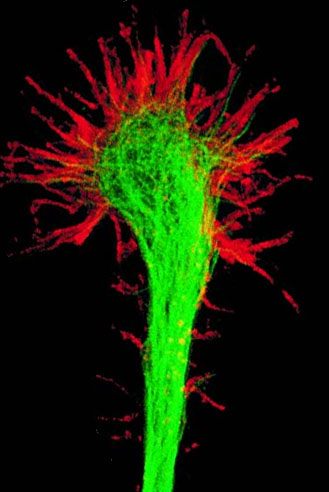
Histologische kleuring van een groeiconus

Een axon, Oudgrieks: ἄξων, áxōn, as of zenuwvezel is een uitloper van een zenuwcel die elektrische impulsen geleidt. Axonen zijn de primaire elementen van informatieoverdracht in het zenuwstelsel. Ze kunnen soms langer dan een meter worden. Een axon heeft een typische diameter van ongeveer een micrometer. Motorische of efferente zenuwen leiden signalen van het centrale zenuwstelsel naar het perifere zenuwstelsel, sensorische of afferente axonen leiden een signaal vanuit de periferie naar het centrale zenuwstelsel. Afferent en efferent worden ook gebruikt om de relatieve connecties tussen structuren in de hersenen te beschrijven.
Axonen zijn in de meeste gewervelde dieren omgeven door myeline, een vettige stof die de axonen beschermt en tegelijk zorgt dat de elektrische impuls sneller kan worden doorgegeven. De myeline wordt gevormd door twee typen gliacellen. Het wordt in het centraal zenuwstelsel gevormd door oligodendrocyten en in het perifere zenuwstelsel door cellen van Schwann. Tussen de myelinescheden zitten kleine uitsparingen, waar extracellulaire vloeistof het axon raakt. Dit zijn de insnoeringen van Ranvier en het zijn tevens de plekken waar ionkanalen voorkomen. De informatieoverdracht gaat op de plekken waar de knopen van Ranvier zich bevinden bijzonder snel, dit noemen we saltatie, van het Latijnse saltare = springen. De impuls springt hier als het ware over naar het volgende gemyelineerde deel van het axon. Diffuse axonale beschadiging is een vorm van hersenbeschadiging.

## Groei en ontwikkeling
Vooral het axon-uiteinde is belangrijk voor de groei van een axon. We noemen dit de groeiconus. De groeiconus helpt het axon de juiste weg te vinden. Het is zowel een sensorische als motorische structuur. Sensorisch omdat het bepaalde signalen kan ontvangen betreffende de richting die het op moet en motorisch omdat het groeit, iets in beweging zet.
De groeikegel of groeiconus begeleidt het axon door binnenkomende signalen om te zetten in signalen die de groei van het cytoskelet ervan reguleren. Het bestaat uit drie onderdelen:
- De centrale kern
- De filopodia, puntige uitsteeksels
- De lamellipodia, ruimte tussen de filopodia

Vooral de filopodia zijn belangrijk voor de groeirichting. In de membraan ervan zitten receptoren voor moleculen die de groeirichting bepalen. De filopodia bewegen heen en weer om een zo compleet mogelijk beeld van de omgeving te krijgen.

## Voetnoten
1. ↑  HG Liddell en R Scott. A Greek-English Lexicon, revised and augmented throughout by Sir Henry Stuart Jones. with the assistance of. Roderick McKenzie, 1940.
2. ↑  Neuron en zenuwcel zijn synoniem. De vertakte uitlopers van een zenuwcel anders dan de axonen heten dendrieten. Axonen en dendrieten samen zijn de neurieten.